# 北斗長老教會
台灣基督長老教會北斗教會位於臺灣彰化縣北斗鎮，地址為彰化縣北斗鎮元市街9號，是台灣基督長老教會彰化中會員林區所轄的教會之一。

## 沿革
1918年，英國蘇格蘭籍梅鑑霧（英文：Campbell N. Moody）牧師和許定田長老召集溪州鄉東州村信徒於當時日治臺灣臺中廳北斗支廳舊眉區舊眉庄東州（今彰化縣溪州鄉東州村）成立「溪州基督教佈道所」；1923年，由於當時「溪州基督教佈道所」人數增加引起當時日本籍北斗郡郡守石渡英吉長老的關心，所以他和當時北斗街有志林伯餘、陳宇宙等人商議將佈道所遷至北斗，也因此當年的7月12日在北斗街宮前路租一店鋪開設「北斗基督教佈道所」，是北斗教會正式設教之開始，也是現今北斗地區基督教的信仰中心之一。

## 建築
「溪州基督教佈道所」時期使用竹材造三間上蓋蔗葉的平房做為禮拜堂使用。1923年，佈道所遷於北斗後在1926年時於現址購地買屋也將原屋改建竹造房屋為禮拜堂用，是為第一代建築。1935年6月7日受到台中墩仔腳大地震餘震影響震毀而重建，並於1937年3月25日重新落成，是為第二代建築。現今第三代建築於1972年時因木造禮拜堂使用快40年，雖尚穩固，但已感老舊狹小；經會友同意後開始重建禮拜堂，建造二樓之鐵筋磚造建築物，一樓為主日學教室、二樓為禮拜堂，於1974年3月16日落成。

## 歷任牧者
| 任別            | 姓名   | 任職起始   | 任職結束   | 備註 |
| --------------- | ------ | ---------- | ---------- | --- |
| 第一任牧師      | 王倚   | 1923年7月  | 1926年3月  | |
| 傳道師          | 林朝坤 | 1926年4月  | 1930年3月  | |
| 傳道師          | 蕭基源 | 1930年4月  | 1934年3月  | 知名音樂家蕭泰然之祖父。                                                                                        |
| 傳道師          | 周示   | 1934年4月  | 1936年3月  | |
| 第二任牧師      | 許天賜 | 1936年4月  | 1967年5月  | 「溪州基督教布道所」創立人許定田長老之子；前台中沿海宣道會董事。                                                |
| 傳道師          | 陳健在 | 1967年8月  | 1972年6月  | |
| 第三任牧師      | 施謙信 | 1972年7月  | 1973年8月  | |
| 第四任牧師      | 盧文獻 | 1973年9月  | 1979年8月  | |
| 第五任牧師      | 蔡聖惠 | 1979年9月  | 1982年4月  | 1980年4月於本會封牧                                                                                             |
| 第六任牧師      | 兵世哲 | 1982年7月  | 2003年5月  | |
| 第七任牧師      | 王昌裕 | 2003年12月 | 2007年12月 | 2004年3月7日於本會封牧 現任新泰教會牧師                                                                         |
| 傳道師          | 江明恩 | 2007年8月  | 2010年7月  | |
| 傳道師          | 鄒淑卿 | 2008年8月  | 2010年7月  | 現任振興教會牧師                                                                                                |
| 第八任牧師      | 陳國誠 | 2011年1月  | 2019年12月 | 2011年4月3日於本會封牧 現任蘆洲教會牧師                                                                         |
| 第一任 聖樂牧師 | 林怡娟 | 2011年1月  | 2019年12月 | 2011年4月3日於本會封牧 現任蘆洲教會牧師 其父林榮郎牧師曾在3C賣場高歌You raise me up而享有「台灣帕華洛帝」之名。 |
| 第九任牧師      | 王清隆 | 2021年4月  | 現職       | 曾任利巴嫩山莊執行長。                                                                                          |

## 兄弟教會
- 合興長老教會：位於彰化縣埤頭鄉合興村，於1963年締結。

## 歷史
- 1918年：由英國蘇格蘭籍梅鑑霧牧師和許定田長老召集溪州鄉東州村信徒於東州村中通巷成立「溪州基督教佈道所」。
- 1923年：日本籍北斗郡郡守石渡英吉長老和當時北斗仕紳林伯餘、陳宇宙等人和教會信徒商議，於7月12日時將佈道所遷至北斗街宮前路租借店鋪，由王倚牧師帶領，開設「北斗基督教佈道所」，故現今以此為北斗教會正式設教之開始。
- 1926年：於元市街現址購地買屋，遷移。
- 1928年：改建竹造房屋為禮拜堂。
- 1933年12月24日：舉行教會設教十周年禮拜。
- 1935年6月7日：禮拜堂受到台中墩仔腳大地震餘震影響震毀而重建。
- 1937年3月25日：禮拜堂重新落成。
- 1939年3月：升格為堂會。
- 1952年12月：建築木造牧師館。
- 1955年4月17日：成立女宣道會。
- 1958年：設立「溪州長老教會」，並於10月10日動土。
- 1959年1月2日：溪州長老教會落成啟用，10月將北斗長老教會溪州堂會會員移屬溪州長老教會。
- 1969年3月：與合興長老教會結為兄弟教會。
- 1970年1月：成立「北斗主愛儲蓄互助社」。
- 1973年6月：教會重建。
- 1974年3月16日：禮拜堂新堂落成。
- 1974年8月：開辦「主愛幼稚園」
- 1982年：牧師館新館動工。
- 1984年1月：牧師館新館落成。
- 1997年4月：本會加入彰化縣生命線團體會員。
- 1997年12月：主愛幼稚園停辦。
- 2008年7月：與彰化YMCA合辦第一屆社區快樂兒童營。
- 2011年1月：與韓國大韓耶穌教長老會（朝鲜语：대한예수교장로회(합동)）三一教會合辦第一屆韓國三一教會北斗短宣[3]。
- 2011年11月：與世界展望會合辦品格教育才藝班。
- 2013年7月：烏干達籍Nkambwe Steven牧師信息分享。
- 2013年7月12日：舉行設教90週年禮拜。
- 2013年11月10日：舉行90週年感恩禮拜。
- 2013年11月24日：舉辦90週年園遊會[4]
- 2013年12月22日：與天主教北斗聖神堂、貴格會北斗教會、北斗平安台福教會舉辦北斗鎮聯合報佳音活動。
- 2014年8月3日：台裔美籍NBA球星林書豪之父林繼明博士分享見證[5][6]。
- 2018年8月2日：帶領韓國大韓耶穌教長老會（朝鲜语：대한예수교장로회(합동)）三一教會北斗短宣隊至2017年開幕的北斗鎮第一間日照中心「秀和苑」進行交流；時任縣長魏明谷、北斗鎮長楊麗香與會[7][8][9]。
- 2023年7月9日：舉行設教100週年感恩禮拜。

## 外部連結
- 北斗教會-台灣基督長老教會 （页面存档备份，存于）資料
- 北斗長老教會的Facebook專頁